# Artemis Gounaki
Artemis Gounaki (griechisch Άρτεμις Γουνάκη; * 7. April 1967 in München) ist eine deutsche Sängerin und Musikproduzentin. Größere Bekanntheit erlangte sie durch ihre Tätigkeit als Vocalcoach im Fernsehen bei Popstars, Musicstar oder Megastar.

## Leben und Wirken
Artemis Gounaki ist Tochter griechischer Einwanderer und nahm zunächst ein Studium der Kunstgeschichte, Musik- und Theaterwissenschaften sowie Philosophie in München auf. Dieses brach sie ohne Abschluss ab und brachte gemeinsam mit Marco Minnemann (u. a. 1998–1999 Schlagzeuger bei H-Blockx, seit 2007 Schlagzeuger bei Necrophagist) ab 1994 mehrere Alben unter dem Namen Illegal Aliens auf den Markt. Später coachte sie Rockbands wie H-Blockx als Gesangsexpertin und begleitete die Band Guano Apes auf deren Welttournee als Vocalcoach.
Seitdem ist Gounaki sowohl als Sängerin, Texterin und Komponistin, als auch als Gesangstrainerin, Arrangeurin und Produzentin sowie als Autorin im Bereich Gesang tätig. Außerdem wirkte sie seit 2001 als Vocalcoach bei mehreren Castingshows verschiedener Fernsehsender mit. 
Erstmals im Fernsehen zu sehen war sie 2001 als Gesangstrainerin in der 2. Staffel der Talentshow Popstars des Fernsehsenders ProSieben. Seit Anfang 2003 war Gounaki auch Vocalcoach der griechischen Ausgabe von Popstars des Senders Mega TV. 2003/2004 war sie Jurymitglied in der griechischen Show Eurostars des Fernsehsenders NET, in der man den griechischen Teilnehmer Sakis Rouvas für den Eurovision Song Contest 2004 fand. Anfang 2005 nahm sie an der ProSieben-Show Die Burg teil.
Im Oktober 2005 brachte sie ihr erstes Buch mit dem Titel Singen? Kann jeder! auf den Markt. Ab November 2006 arbeitete sie als Vocalcoach für die vom Schweizer Fernsehen (SF) produzierte Castingshow MusicStar und saß ab 2009 auch in dessen Jury anstelle von Gölä. Dieser verließ die Musicstar-Jury aufgrund des Ausscheidens einer von ihm favorisierten Kandidatin. Ab August 2009 war sie als Vocalcoach der Show Baustelle Liebe des Fernsehsenders RTL II tätig.
Sie war mit Marco Minnemann verheiratet, das Paar hat einen Sohn. Artemis Gounaki lebt in Winterthur.

## Publikationen (Auswahl)
- Singen? Kann jeder! Trainiere mit dem Vocal-Coach von Popstars deine einzigartige Performance! Schwarzkopf & Schwarzkopf Verlag, Berlin 2005, ISBN 3-89602-680-1. (Mitarb.: Christian Rupprecht; Rezension in bloom – Das Musikmagazin)
- Wenn jede Diät versagt. Wie ich 70 Kilo abgenommen habe. 1. Aufl., mvg Verlag, München 2010, ISBN 978-3-86882-164-2.

## Diskografie (Auswahl)
Als Vocal-Coach, Arrangeurin, Vocal-Produzentin oder Co-Produzentin:
- 2009: MTV Unplugged in New York, Sportfreunde Stiller (Vocal-Coach, Arrangeurin)
- 2007: Take a Chance, MusicStars (Vocal-Produzentin)
- 2007: This Is Life, MusicStars (Vocal-Produzentin)
- 2005: Dying Words, Nu Pagadi (Vocalcoach, Arrangeurin)
- 2004: Your Dark Side, Nu Pagadi (Vocalcoach, Arrangeurin)
- 2004: Sweetest Poison, Nu Pagadi (Vocalcoach, Arrangeurin)
- 2003: mia nichta san kiafti, Hi-5 (Vocalcoach, Arrangeurin, Co-Produzentin)
- 2003: Girls in the House, Preluders (Vocalcoach, Arrangeurin)
- 2003: Everyday Girl, Preluders (Vocalcoach, Arrangeurin)
- 2003: Hi-5, Hi-5 (Vocalcoach, Arrangeurin, Co-Produzentin)
- 2002: Walking on a Thin Line, Guano Apes (Vocalcoach, Arrangeurin, Co-Produzentin)
- 2002: Do You, Bro’Sis (Vocalcoach, Arrangeurin)

Als Interpretin (Sängerin), teils zugleich als Komponistin und Co-Produzentin:
- 2000: Heal Yourself, New Rock Conference (Sängerin)
- 1999: Comfortably Homeless, Illegal Aliens (Sängerin, Komponistin, Co-Produzentin)
- 1999: International Telephone, Illegal Aliens (Sängerin, Komponistin, Co-Produzentin)
- 1997: The Green Mindbomb, Illegal Aliens (Sängerin, Komponistin, Co-Produzentin)
- 1997: Time, Illegal Aliens (Sängerin, Komponistin, Co-Produzentin)
- 1996: Red Alibis, Illegal Aliens (Sängerin, Komponistin, Co-Produzentin)
- 1996: Thickness, Illegal Aliens (Sängerin, Komponistin, Co-Produzentin)
- 1994: Innersoul, Ecco Di Lorenzo & His Innersoul (Sängerin)